# USS Brooklyn (ACR-3)
O USS Brooklyn foi um cruzador blindado da Marinha dos Estados Unidos comissionado em 1896.

## Missões
A primeira missão do USS Brooklyn foi visitar à Inglaterra em comemoração do jubileu de diamante da Rainha Vitória. Participou na Batalha de Santiago de Cuba, onde destruiu boa parte da frota espanhola durante a Guerra Hispano-Americana. Em 1899, partiu para as Filipinas, onde tornou-se o carro-chefe da Frota do Pacífico ficando até 1902, quando retornou aos Estados Unidos, onde foi descomissionado em 1921.